# 通派克·哲尔吉
通派克·哲尔吉（匈牙利語：Tumpek György，1929年1月12日—2022年12月21日），匈牙利男子游泳运动员。他曾代表匈牙利参加1956年夏季奥林匹克运动会游泳比赛，获得男子200米蝶泳铜牌。